# Kaloula aureata
Kaloula aureata é uma espécie de anfíbio anuro da família Microhylidae. Está presente na Tailândia. A UICN classificou-a como deficiente de dados.